# 84 f.Kr.
| 84 f.Kr.           |
| ------------------ |
| Dødsfald - Fødsler |
|                    |

Konge i Danmark: Ukendt
Begivenheder
1. Mitradates-krig ender med Sullas sejr over Mithridates af Pontos
Født
- Anslået fødselsår for den romerske digter Catullus

Dødsfald
- Lucius Cornelius Cinna myrdet af egne soldater

Sport
Musik
Bøger
| År | Spire Denne artikel om et år, årti, århundrede eller årtusinde er en spire som bør udbygges. Du er velkommen til at hjælpe Wikipedia ved at udvide den. |